# Glenea ochraceolineata
Glenea ochraceolineata är en skalbaggsart som beskrevs av Schwarzer 1931. Glenea ochraceolineata ingår i släktet Glenea och familjen långhorningar. Inga underarter finns listade i Catalogue of Life.